# 潘宗洛
潘宗洛（1657年—1716年），字书原，号巢云，别号垠谷。清朝政治人物。

## 生平
康熙二十三年（1684年）甲子科江南乡试第一名举人。康熙二十七年（1688年）戊辰科进士。选翰林院庶吉士。康熙四十一年（1702年），督湖广学政，典乡试。康熙四十八年（1709年）任詹事府少詹事，以內閣學士兼禮部侍郎。康熙五十年（1711年）升任偏沅巡撫。康熙五十五年丙申冬十二月卒，年六十。
潘宗洛督学湖广期间，继前任赵申乔之后再次疏请湖广乡试分闱，以便湖南诸生避洞庭之险。虽然部议未行，但雍正元年（1723年）朝廷终于下诏，湖广南北分闱。
有《潘中丞集》四卷。